# Ritratto di Jan de Leeuw
Il Ritratto di Jan de Leeuw è un piccolo dipinto a olio su tavola del 1436 del maestro fiammingo Jan van Eyck, conservato al Kunsthistorisches Museum di Vienna. De Leeuw era un orafo della città di Bruges; la maggior parte degli storici dell'arte ritiene che lui e van Eyck si conoscessero e fossero in buoni rapporti data la familiarità del ritratto. L'opera rimane nella sua cornice originale, dipinta in modo da sembrare bronzo.
Il dipinto è, come l'Autoritratto di Londra, composto da colorazioni nere e marrone scuro, con sfumature rosse. De Leeuw è presentato come un giovane uomo dallo sguardo serio o con uno sguardo piuttosto intenso, che indossa un chaperon nero e una giacca foderata di pelliccia nera. È girato a tre quarti, guardando l'osservatore mentre tiene in mano un anello d'oro con una gemma rossa, simbolo della sua professione,  anche se alcuni hanno suggerito che potrebbe indicare un recente fidanzamento, o addirittura, dato il suo sguardo diretto, che il dipinto sia destinato alla sua futura sposa.
Formalmente e tonialmente, assomiglia molto al presunto autoritratto di van Eyck nella National Gallery di Londra. Il pannello di Vienna è ancora nella sua cornice originale, che assomiglia molto a quella del pannello di Londra, il Trittico di Dresda, e un numero di altre opere della sua bottega. Sono state probabilmente create dalla stessa persona.

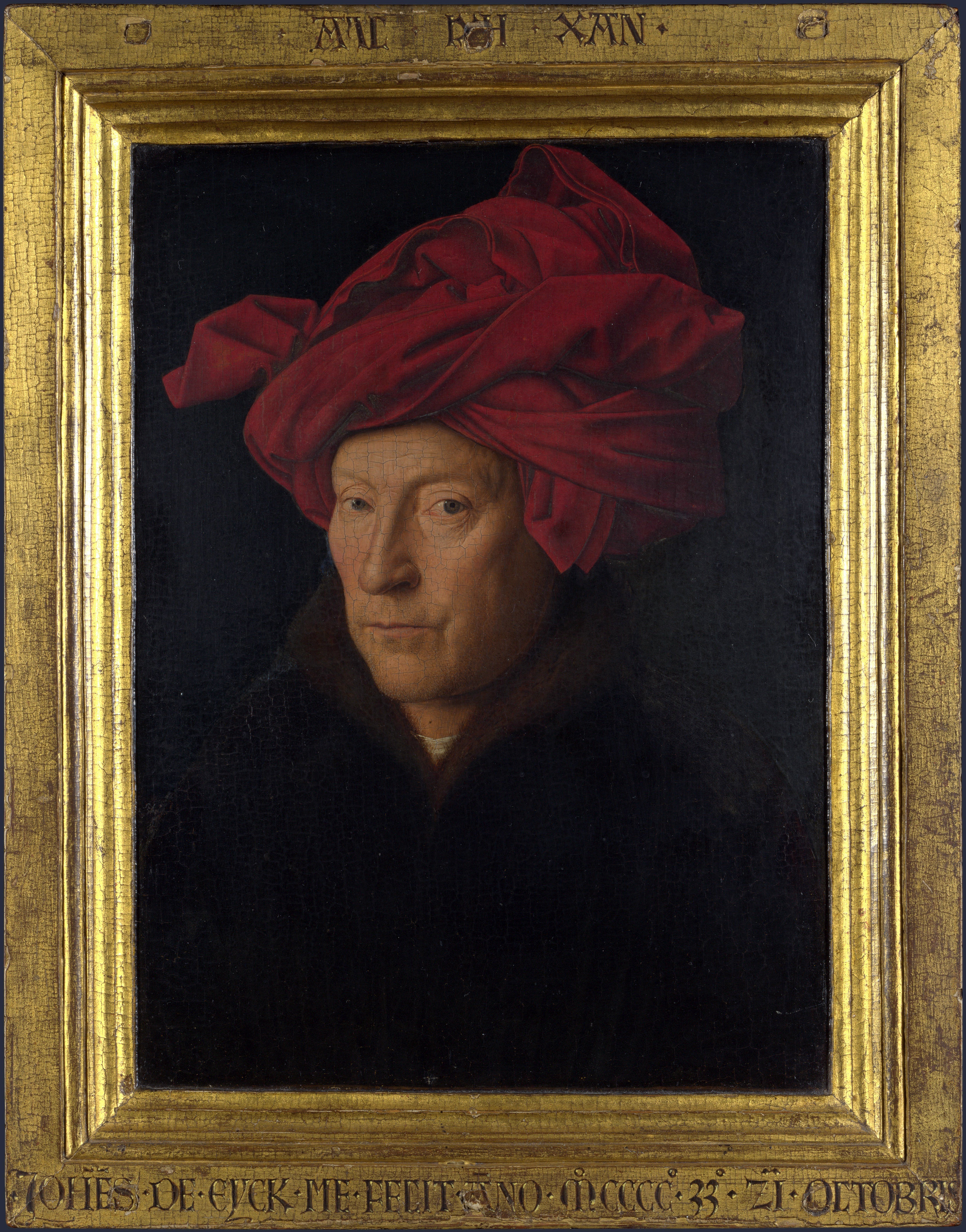
Ritratto di uomo con turbante rosso, 1433. Notare la somiglianza degli occhi, del movimento della testa e della bocca.

I bordi del pannello contengono una cornice fittizia, riccamente inscritta sui lati. Le lettere sono dipinte in nero,  e sono in volgare fiammingo. I numeri sono scritti con caratteri arabi.  La scritta si rivolge direttamente allo spettatore e recita: IAN DE {LEEUW} OP SANT ORSELEN DACH / DAT CLAER EERST MET OGHEN SACH, 1401 / GHECONTERFEIT NV HEEFT MI IAN / VAN EYCK WEL BLIICT WANNEERT BEGA(N) 1436 (Jan De [Leeuw], che per primo aprì gli occhi durante la festa di Sant'Orsola [21 ottobre], 1401. Ora che Jan Van Eyck mi ha dipinto, si vede quando ha iniziato. 1436). Non è presente la parola "Leeuw", sostituita da un pittogramma di un leone dorato,  gioco di parole sul cognome del protagonista del dipinto - "Leeuw", che in olandese significa leone. Parti delle lettere sono intagliate nel bordo della cornice fittizia, altre parti sono in rilievo.
L'iscrizione sembrerebbe contenere tre cronogrammi, "un tipo di sofisticato rompicapo popolare tra gli umanisti del XV e XVI secolo", risolti sommando i valori dei numeri romani. Secondo Bauman, possono essere trovati nell'anno di completamento, nell'anno di nascita di Jan de Leeuw e nella sua età, sebbene sia Max Friedländer che Erwin Panofsky abbiano accettato solo i primi due.
Mentre affrontava l'aspetto diretto dell'iscrizione, lo storico dell'arte Till-Holger Borchert ha osservato che il dipinto "sembra parlare: il ritratto si rivolge allo spettatore in prima persona singolare. Il dialogo con lo spettatore avviato dallo sguardo provocatorio del modello continua nella frase "parlata" incisa nella cornice". Questo sentimento è riecheggiato da Guy Bauman del Metropolitan Museum of Art che nel 1986 scrisse: "Van Eyck sembra, in un modo divino, non solo aver dotato il modello della vista e aver influenzato la sua rinascita, ma anche, ricordando l'osservazione di Fazio, aver dato voce al ritratto".